# Казини (Пиза)
Казини је насеље у Италији у округу Пиза, региону Тоскана.
Према процени из 2011. у насељу је живело 17 становника. Насеље се налази на надморској висини од 39 м.